# أغرة
أَغْرَة (بالتركية: آغری، ) هي عاصمة ولاية أغرة تقع شرق تركيا بالقرب من الحدود مع إيران يبلغ عدد سكانها 79,764 نسمة . الأكراد يشكلون 95% من سكانها والبقية أرمن.

## المناخ
يظهر الجدول التالي التغييرات المناخية على مدار السنة:

## الاقتصاد
تحتوي معظم الصناعات في محافظة آغري حيث أن النشاط الاقتصادي الرئيسي هو الزراعة وتربية الحيوانات. وتنتج الحليب المصنع واللحوم كما ويوجد بها عدة مصانع منها: مصنع للجلود ومصنع للسكر ومصنع الطوب والجير ومصنع الألبان. كما يعيش معظم الناس في رعي الأغنام على سفح الجبل.

## أعلام
- آدم كيليشي